# NGC 5058
NGC 5058 este o interacțiune de galaxii situată în constelația Fecioara. A fost descoperită în 2 iunie 1883 de către Ernst Wilhelm Tempel. Se află la o distanță de 16,7 megaparseci de Pământ.